# 夕ばえ作戦
『夕ばえ作戦』（ゆうばえさくせん）は、光瀬龍のSF小説。1974年にNHKでテレビドラマ化。2008年に漫画化された。

## あらすじ
機械いじりの好きな中学生、砂塚茂が学校の帰り、古道具屋の前を通りかかった際、円筒形の不思議な機械を見つけて入手する。ダイヤルを回し、行き着いた先は江戸時代の荏原郡で、その機械がタイムマシンであったと知る。茂は代官と忍びの一族「風魔｣との争いに巻き込まれ、成り行きで伊賀者の頭領となり、騒乱を鎮めるべく、現代と江戸時代をタイムマシンを使って行き来し、風魔を追い詰めて行く。

## 作品解説
SFジュブナイル。1964年『中一時代』（旺文社）誌上で『夕映え作戦』として連載開始。翌1965年4月号より『中二時代』に掲載誌を移行し、同年5月号で完結。後に盛光社（後に鶴書房盛光社）の「ジュニアSF」シリーズ（後に「SFベストセラーズ」シリーズ）で『夕ばえ作戦』として1967年に刊行された。解説は『SFマガジン』の元編集長、福島正実。
現代から見れば「江戸時代の人間は体格も悪く、低い栄養状態から力も劣る」が前提となっており、「大人の忍者よりもスポーツで体を鍛えた中学生の方が強い」設定となっている。これに現代科学が加わった忍術を駆使する、現代人無双状態が展開される。
本作は光瀬が教師として赴任していた東京の目黒区、蒲田区、大田区、世田谷区（概ね東急電鉄の沿線）近辺を舞台にしており、その詳細な描写から1960年代のおける、東急目蒲線近辺の雰囲気を味わうことができる。
1999年に角川春樹事務所のハルキ文庫から、文庫版『夕ばえ作戦』が出版されている。

## 登場人物
キャストはテレビドラマ版の物。

### 主人公とその関係者
砂塚 茂（すなづか しげる）
- 俳優 - 山田隆夫

主人公。大岡山に住む中学1年生。タイムマシンを入手後、ビニールシートから装甲バイクに至るまで、様々な現代アイテムを駆使して多摩川の血戦で風魔を打ち破る。
砂塚 陽子（すなづか ようこ）
茂の妹。生意気。小学4年生。風祭陽子と友達になる。
明夫（あきお）
- 俳優 - 今村良樹

茂の友人。茂と同じく、機械いじり好き。援軍として茂に呼ばれ、ラジコンの写真偵察機他、様々なカラクリを考案して、茂と共に風魔と戦う。
五郎（ごろう）
- 俳優 - 蔵忠芳

茂の友人その2。柔道部キャプテンで力が強い。同じく茂に助勢を頼まれる。自転車のチェーンが武器だが、柔道技も並外れているので素手でも強い。
礼助（れいすけ）
茂の友人その3。同様に援軍として参加。血戦では手製ロケット弾（直撃すれば片腕が吹き飛ぶ威力）を披露。その弾幕で多くの風魔を血祭りに上げた。
高尾先生（たかおせんせい）
- 俳優 - うつみ宮土理：当時は｢うつみみどり｣名義

目黒十三中の女教師。茂の担任。タイムトラベルに巻き込まれ、江戸時代で風魔に囚われの身となる。
茂の父（しげるのちち）
- 俳優 - 長門勇：1人2役

原作では出番は少ない。
茂の母（しげるのはは）
- 俳優 - 島田多代

茂に小言をいうなど、父よりは出番が多い。
小泉 右京太夫（こいずみ うきょうだゆう）
- 俳優 - 長門勇：1人2役

風魔対策に頭を悩ます荏原郡の代官。茂を幕府お庭番と勘違いして対策を任せてしまう。

### 風魔
相模、武蔵の一円に根を下ろした忍者集団。江戸開幕の折、土地と引き替えに幕府の旗本召し抱えとの約束が反故にされ、嘆願も無視されたために幕府を恨み、江戸近辺で騒乱を起こしている。
風祭 陽子（かざまつり ようこ）/ドラマでは風魔 洋子（ふうま ようこ）
- 俳優 - 志摩みずえ

郷士である風祭家に養女へ出された風魔の姫。男勝りな13歳の美少女。兄小二郎よりも忍びの才があり、兄も知らぬ内に密かに8門もの大づつを用意させるなど、立てる作戦は用意周到にして大胆。
現代で捕虜となり茂や妹の陽子と心を通わせるが、たっての頼みで返還され、茂との和議を説得中に小太郎に斬られる。
風魔 小太郎吉春（ふうま こたろうよしはる）
- 俳優 - 誠直也

風魔忍軍の頭領。三十代半ば。最期は500Vもの高圧電流を感電させる、茂の忍法「エレキしばり」に敗れ絶命した。
風魔 小二郎高秋（ふうま こじろうたかあき）
- 俳優 - 永井秀和

小太郎の弟。手練れであったが、茂に捕まり「ふいるむ」の煙で拷問を受ける。
狐狸斎（こりさい）
風魔。小太郎の側近である老忍者。
悪多聞（あくたもん）
風魔。小太郎の側近その2。
摩利支天丸（まりしてんまる）
刀を取っては風魔随一の中忍。炎上した蓮妙院から捕虜にした高尾先生を運び出し、円融寺で守りに就くがモーターバイクを駆る明夫達に奪回された。
空蝉の傀儡（うつせみのくぐつ）、中田の甚兵衛（なかたのじんべえ）、高津の片目（たかつのかため）、祐天寺 五郎（ゆうてんじ ごろう）
風魔の中忍。
流れの葉室（ながれのはむろ）、むささびの平吉（むささびのへいきち）、渡しの六蔵（わたしのろくぞう）、猿若太夫（さるわかだゆう）、青木 右京（あおき うきょう）
愛甲が五人衆を名乗る風魔の援軍。代官屋敷襲撃の主力となる。
雪ガ谷の左文字（ゆきがやのさもんじ）
風祭陽子の裏切りを伝えた風魔の下忍。嘘を申したとの冤罪で小太郎に斬り捨てられる。
王仁王丸（わにおうまる）
風魔に雇われた熊野の修験者。鎖付きの鉄球を振り回すが、礼助に倒されて自爆した。

### 伊賀者
幕府召し抱えの忍者だが、茂が来るまで風魔に歯が立たなかった。鮮やかに風魔を撃退した茂の力量を認め、その配下になる。
地虫兵衛（じむしべえ）
- 俳優 - 須藤健

伊賀者の頭。茂を頭領として認め、その片腕となる。
空蝉の典夫（うつせみののりお）
伊賀者。負傷した地虫兵衛に代わって指揮を執った。
羽衣 五郎太（はごろも ごろうた）、新羅 孫七（しんら まごしち）、青葉の片岡（あおばのかたおか）
伊賀者。空蝉を含めて、茂に小隊を任せられる。
銅太（どうた）
二十名の援軍部隊を連れて伊賀の里からやって来た、伊賀者の若き忍者。
戸越の正六（とごしのしょうろく）、中村のくぐつ（なかむらのくぐつ）
銅太の配下。血戦前、茂より風魔の手から風祭陽子の亡骸を奪えと命令される。
石神井の喜三太（しゃくじいのきさんた）
伊賀者に紛れていた風魔の間者。しかし正体は茂に看破されていた。

### その他
柳生十兵衛
- 俳優 - 草薙幸二郎

校長先生
- 俳優 - 真弓田一夫

教頭先生
- 俳優 - 庄司永建

以上は原作には登場しないドラマのみの登場人物。

## ドラマ版
NHK少年ドラマシリーズの1つとして、1974年1月14日 - 1月23日に放映された。
山田隆夫が主人公を演じ、アイドルグループ「ずうとるび」等で後々に活躍する基礎を作った、という事も知られている。ずうとるびの仲間、今村良樹も共演した。この時点ではまだ「ずうとるび」としての認知度は低かった山田が、コミカル・シリアスの両面で主役を演じていた。原作と違い、茂は中学生から高校生へと年齢が上げられている。また、風祭陽子は風魔洋子と名を変えられた。
NHKにはVTRは現存していない（NHKでは、1970年代当時、あるいはそれ以前のVTRは大半を廃棄しており、ほとんど現存しない）。NHKアーカイブスでは、視聴者に資料提供を呼びかけているが、2017年現在、情報は寄せられていないようで、こちらでも全く見ることは出来ない。

### スタッフ
- 脚本：石松愛弘
- 制作：NHK
- 演出：花房実

## 漫画版
2008年12月、雑誌『月刊COMICリュウ』（徳間書店）2009年2月号から2011年1月号まで連載された。単行本は全4巻。光瀬のファンで親交もあった押井守が脚色を行い、大野ツトムが作画を手がけている。
茂はドラマ版と同じく高校生。タイムマシンではなくタイムトンネルによってタイムスリップが起こる等、大幅な設定改変や脚色が加えられている。また、茂や明夫の先祖が風魔であることを匂わせたり、風祭陽子の活躍が大幅に増えている。

## その他
ドラマ版「夕ばえ作戦」のオープニングで流れたテーマ曲は、1976年にフジテレビ系列で放映された時代劇「江戸の旋風Ⅱ」のテーマ曲と同一のメロディーとなっている。共に作曲者は服部克久。